# Calospatha
Calospatha é um género botânico pertencente à família Arecaceae.

## Espécies
- Calospatha confusa
- Calospatha scortechinii